# بازیگر پورنوگرافی
بازیگر پورنوگرافی یا پورن‌استار (به انگلیسی: Pornstar) به بازیگری گفته می‌شود که در فیلم‌های پورن عمل آمیزش جنسی انجام می‌دهد. فیلم‌های پورن در زیرگونه‌های متفاوتی تولید می‌شوند و بازیگران بر حسب توانایی در ایجاد خیال‌پردازی شهوانی متناسب با آن انتخاب می‌شوند. تقاضای بازار و پسند مشتریان عمدتاً بر گونه و شکل فیلم پورنو اثرگذار است و بسته به این گونه تولیدی فیلم است که سن، ظاهر، توانایی فیزیکی و قدرت ایجاد حالت جنسی مورد نیاز از عوامل مهم در انتخاب بازیگر می‌باشد. این بازیگران با انجام اعمال جنسی در فیلم‌ها، سعی در برانگیختگی جنسی و فکری مخاطبان دارند.

## کلیات

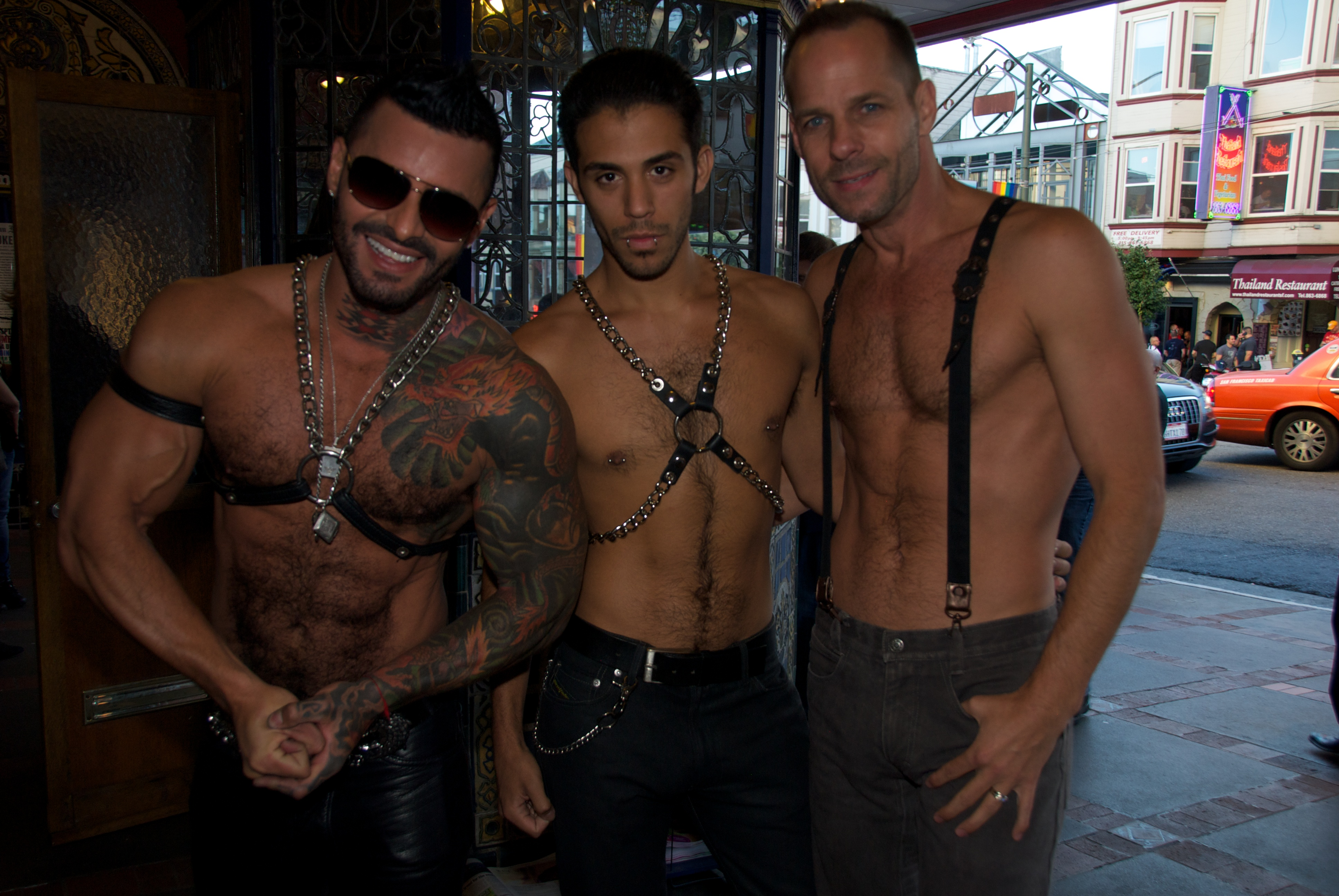
سه بازیگر فیلم‌های پورنوگرافی گی.

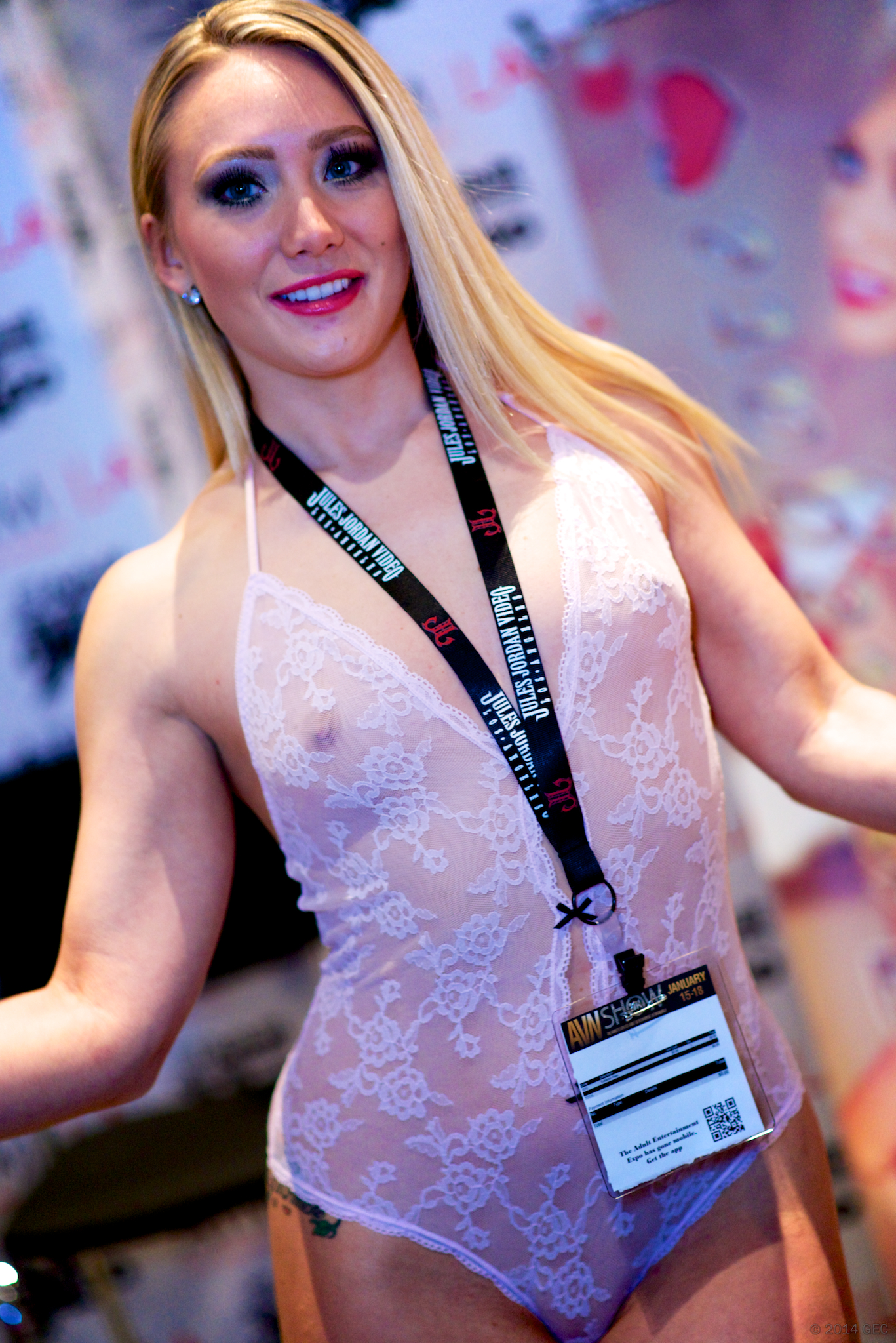
ای.جی. اپلگیت یک بازیگر پیشین پورنوگرافی است.

اکثر فیلم‌های پورن با مخاطب مردهای دگرجنس‌گرا تهیه می‌شوند و بنابراین تمرکز اصلی و بیشترین زمان نمایش بر روی بازیگران زن در آن‌ها است. فیلم‌های پورن سعی در ارائه یک خیال‌پردازی شهوانی دارند و بازیگران با توجه به توانایی خود در ایجاد یا متناسب‌سازی آن خیال انتخاب می‌شوند. بسیاری اوقات این خیال‌پردازی می‌تواند از ویژگی‌های ظاهری یک بازیگر مانند شکل صورت و بدن، اندازه سینه، مدل مو، قومیت و همچنین تمایل و تبحر وی در انجام اعمال جنسی خاص باشد.
ظاهر فیزیکی بازیگران زن در فیلم از اهمیت زیادی برخوردار است. آن‌ها به‌طور معمول از نظر سن از همتایان مرد خود جوان‌ترند و اکثراً در اواخر نوجوانی و دهه ۲۰ سالگی خود هستند. در صنعت اولویت برای لاغری و بازیگران با سینه‌های بزرگ است. برخی از استودیوهای فیلم بازیگران خود را به کاشت سینه ترغیب می‌کنند و حتی هزینه‌های این عمل را می‌پردازند.
صنعت پورن ایالات متحده اولین جایی بود که سیستم ستاره‌پروری در آن رونق گرفت که بیشتر به دلایل تجاری بود. در دیگر کشورها این شیوه چندان معمول نیست و بازیگران پورنو عمدتاً آماتور باقی می‌مانند. اکثر پورن‌استارها نام مستعار داشته و تمایل دارند در بیرون از صفحه ناشناس بمانند. برخی از بازیگران زن و مرد پورن از خودشان خودزندگی‌نامه بر جای گذاشته‌اند. خیلی به ندرت پیش می‌آید که یک بازیگر زن یا مرد پورن وارد عرصه بازیگری در فیلم‌های معمولی شود. بعضی از بازیگرهای پورن به عنوان رقصنده شهوانی در باشگاه‌های جنجالی کار می‌کنند.
عملکرد عالی یک بازیگر زن یا مرد پورن توسط جایزه‌های ای‌وی‌ان، ایکس‌آرسی‌او و ایکس بیز ارزیابی می‌شود.

## تاریخچه
تولید فیلم‌های شهوانی به فاصله اندکی از ابداع تصاویر متحرک شروع شده است.
بازیگران این فیلم‌ها معمولاً از نام مستعار استفاده می‌کردند تا دچار تحریم قانونی یا طرد اجتماعی نشوند. استفاده از نام مستعار در این حرفه یک هنجار است، بازیگران پورن مشخصات خود را افشا نمی‌کنند تا ناشناس باقی بمانند. این یک سنت در این حرفه است و وقتی بازیگر ژانر فیلم‌های خود را تغییر می‌دهد می‌تواند نام مستعار خود را نیز تغییر دهد.

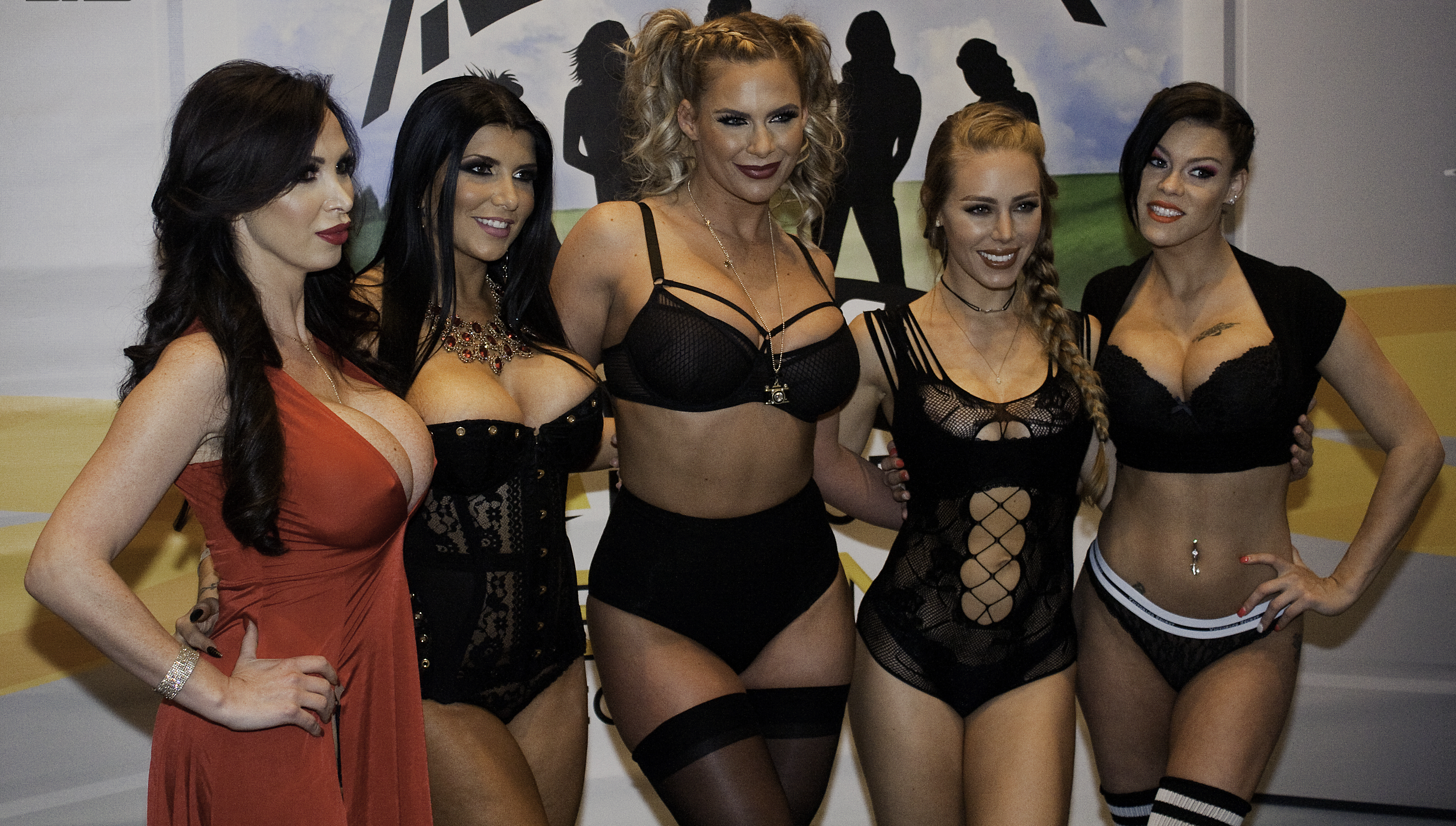
بازیگران زن پورن. از راست به چپ پتا جنسن، نیکول انیستون، فونیکس ماری، رومی رین و نیکی بنز

دهه ۱۹۷۰ میلادی عصر طلایی پورن نامیده شده است. در این دوران فیلم‌های پورن در سینماهای عمومی به نمایش درآمد و برای مصرف همگانی مورد قبول (و یا حداقل تحمل) شد.

## وضعیت حرفه

### حقوق دریافتی
بیشتر بازیگران مرد پورن نسبت به همکاران زن خود دستمزد کمتری دریافت می‌کنند.

## جوایز
عملکرد استثنایی بازیگران مرد و بازیگران زن پورنوگرافی در جایزه ای‌وی‌ان، جایزه ایکس‌آرسی‌او و جایزه ایکس‌بیز مورد ارزیابی قرار می‌گیرند. جوایز ای‌وی‌ان جوایز فیلمی هستند که توسط نشریه دانشگاهی صنعت فیلم پورنو آمریکایی ای‌وی‌ان (اخبار فیلم پورنو) حمایت و ارائه می‌شوند که به عنوان جوایز اسکار پورن نامیده می‌شوند. جوایز ای‌وی‌ان نزدیک به ۱۰۰ رشته مختلف تقسیم می‌شوند که برخی از آنها مشابه جوایز صنعتی ارائه شده در سایر ژانرهای فیلم و ویدیو هستند و برخی دیگر مختص فیلم و ویدیوهای فیلم پورنو یا شهوت‌نگاره هستند.
همچنین جایزه ایکس‌آرسی‌او که این جشنواره نیز سالانه توسط سازمان ایکس آر سی او داده می‌شود. از جشنواره‌های مهم فیلم پورنو می‌باشند.